# هترینگتن ۶۱۲۷
سیارک ۶۱۲۷ (به انگلیسی: 6127 Hetherington، نامگذاری:1989HD) شش هزار و صد و بیست و هفتمین سیارک کشف شده‌است که در ۲۵ آوریل ۱۹۸۹ کشف شد.
قدر مطلق سیارک برابر ۱۲٫۹۰ است.